# Биково (Сербія)
Биково (серб. Биково) — село в Сербії, належить до общини Суботиця Північно-Бацького округу в багатоетнічному, автономному краю Воєводина.

## Населення
Населення села становить 2675 осіб (2002, перепис), з них:
- хорвати — 563 — 30,86 %;
- серби — 481 — 23,08 %;
- бунєвці — 411 — 22,53 %;
- мадяри — 259 — 14,19 %;

Решту жителів  — з різних етносів, зокрема: болгари, румуни, німці і кілька русинів-українців.